# Cementiri de Calella de Palafrugell
El Cementiri de Calella de Palafrugell és una obra eclèctica de Palafrugell (Baix Empordà) protegida com a Bé Cultural d'Interès Local.

## Descripció
Es tracta d'un recinte de forma rectangular amb tanca de pedra i morter, remolinada i pintada. El portal d'entrada està situat a migdia entre espais de murs més alts. Aquesta façana és decorada amb cornisament motllurat i, damunt l'entrada hi ha un remat en forma de frontó amb un ressalt sinuós i una creu d'obra.
Els rengles de nínxols estan adossats als murs perimetrals. Al fons -costat nord- al centre hi ha una capelleta amb porta d'arc apuntat. A cada extrem hi ha sengles mausoleus coronats per una cúpula amb entrades d'arc apuntat. Un ampli camí vorejat d'alts xiprers travessa el clos des de l'entrada fins a la capella. Hi ha altres arbres com mimoses, llorers i magnòlies.
El cementiri ha quedat envoltat de finques particulars amb jardins i camps d'esport.

## Història
El cementiri parroquial de Calella es va construir el 1894, poc després de l'erecció de l'església de Sant Pere (1884).